# Sempre più blu
Sempre più blu (藍より青し?, Ai yori aoshi, lett. "Più azzurro dell'indaco") è un manga creato da Kō Fumizuki e pubblicato dalla Hakusensha nella rivista Young Animal dal 27 novembre 1998 al 26 agosto 2005, per un totale completo di 17 tankōbon.
Dalla serie sono state tratte due serie anime, intitolate Ai yori aoshi e Ai yori aoshi ～Enishi～, prodotte entrambe dallo studio J.C.Staff, con la regia di Masami Shimoda. La prima serie è composta da 24 episodi, trasmessi nel 2002 sulla Fuji TV, mentre la seconda, di 12 episodi, venne trasmessa l'anno successivo sulla stessa emittente.
Nel giugno del 2005 Planet Manga ha presentato questo manga anche in Italia, comprensivo di 18 volumi, mentre le due serie anime risultano inedite.
La serie ha ispirato tre diverse visual novel per Microsoft Windows e PlayStation 2, tutte con il titolo Ai yori aoshi. Una di queste, prodotta in Giappone nel 2003, è giunto anche in America nel 2005, edito da Hirameki International.

## Trama

### Prima serie
Kaoru Hanabishi, uno studente universitario che vive da solo, incontra un giorno ad una stazione della metropolitana una bellissima ragazza in kimono, spaesata dalla grandezza della città. Si offre allora di accompagnarla alla ricerca dell'indirizzo a cui doveva la ragazza arrivare, scoprendo che l'indirizzo è vicino a casa sua. Una volta arrivati sul posto, però, si trovano davanti un campo vuoto. Kaoru decide allora di invitare la ragazza nel suo appartamento per darle ospitalità. Il ragazzo scopre così che la ragazza di fronte a lui è Aoi Sakuraba, una sua amica d'infanzia, tornata a Tokyo unicamente per sposarlo. La sera successiva, a casa del ragazzo si presenta Miyabi, la tutrice di Aoi, per riportarla a casa. Kaoru capisce che la ragazza se n'è andata di casa senza avvertire, poiché i genitori erano contrari ai suoi desideri. Quando il giorno successivo arriva anche la madre di Aoi, i due ragazzi esprimono il loro desiderio di restare insieme. La madre decide di accettare la cosa, ma non può permettere che si diffonda la notizia che sua figlia sia fidanzata ad un comune studente. Kaoru e Aoi si trasferiscono quindi in una villa della famiglia Sakuraba, sotto la supervisione di Miyabi. Per celare la relazione, Aoi diventa così ufficialmente la padrona di casa, Miyabi l'amministratrice, e Kaoru un inquilino. Ben presto, alcune amiche di Kaoru, per varie vicissitudini, si trasferiscono nella villa, ritrovandosi a vivere tutti insieme.

### Seconda serie
Due anni dopo aver incontrato Aoi, Kaoru ed i suoi amici trascorrono ancora la vita di sempre, senza però più l'enorme oppressione dei loro genitori. A questa "famiglia", si aggiunge ufficialmente anche Chika, che fa conoscere agli altri anche due sue amiche di scuola.

## Personaggi

### Kaoru Hanabishi
Kaoru Hanabishi (花菱 薫?, Hanabishi Kaoru) è il protagonista della storia. È uno studente dell'università Meiritsu dove è membro del club della fotografia, la cui vita è stata travolta dall'arrivo di Aoi, sua amica d'infanzia che si è presentata come sua futura moglie. È una persona che non incarna lo stereotipo dell'eroe, come altri protagonisti di questo genere di manga. Si dimostra un bravo studente ed una persona molto gentile.
Prova un profondo disprezzo per la famiglia Hanabishi, a causa del trattamento che ha riservato a sua madre: ai suoi genitori non venne dato il permesso di sposarsi, e quando suo padre morì in un incidente, suo nonno lo portò via alla madre per farlo diventare il suo erede, separandolo dalla genitrice. Dopo la sua morte, suo nonno bruciò tutti i ricordi di sua madre, punendolo fisicamente per fargliela dimenticare. Quando raggiunse la maggiore età, decise quindi di tagliare i legami con la famiglia e andò a vivere da solo.
Il suo nome significa "fragrante". È doppiato da Sōichirō Hoshi.

### Aoi Sakuraba
Aoi Sakuraba (桜庭 葵?, Sakuraba Aoi) è la protagonista femminile. Si dimostra generalmente molto timida e riservata, riferendosi a Kaoru come "Kaoru-sama". Ha la caratteristica di indossare sempre il kimono, è un'ottima cuoca e mantiene la casa sempre pulita e ordinata, incarnando l'ideale di bellezza giapponese della Yamato Nadeshiko. Pura ed educata secondo le più antiche tradizioni, follemente innamorata di Kaoru fin da bambina, ricambiata da lui, ma che non può mostrare in pubblico i sentimenti per non incrinare l'immagine della famiglia.
Quando Aoi, Kaoru e Miyabi si trasferiscono nella villa estiva dei Sakuraba, Aoi diventa pubblicamente la padrona di casa di Kaoru, così da nascondere la loro relazione. Quando poi Tina e le altre ragazze si trasferiscono da loro, Aoi deve sopportare la vista delle attenzioni che dedicano a Kaoru, potendo stare con lui solo in pochi momenti.
Ha la "brutta" abitudine di stringere a sé le cose nel sonno.
Il nome di Aoi, ha la stessa pronuncia della parola giapponese per blu (青?, aoi), ma il kanji usato si traduce come alcea rosea. Il suo cognome, Sakuraba (桜庭?), significa "giardino di ciliegi". È doppiata da Ayako Kawasumi.

### Miyabi Kagurazaki
Miyabi Kagurazaki (神楽崎 雅?, Kagurazaki Miyabi) è l'insegnante e fedele tutrice di Aoi. Spende la maggior parte del suo tempo, supervisionando la casa e aiutando Aoi; è inoltre molto attiva nel mandare avanti l'azienda dei Sakuraba. È generalmente molto severa, cercando di mantenere una certa serietà in tutta la casa. Anche se inizialmente non gradisce Kaoru e tutti i suoi amici, impara ad accettarli perché capisce che sono l'unica cosa che riesce a far sorridere Aoi.
Nonostante la sua apparenza, dimostra di essere una persona molto compassionevole, come dimostra quando salva Uzume danneggiando il prezioso mobile a cui teneva. Ha anche una passione per le angurie.
Nel manga viene rivelato che i suoi genitori lavoravano per la famiglia Sakuraba, prima di morire in un incidente. La madre di Aoi accolse Miyabi, dandole il compito di fare da insegnante ad Aoi.
Il suo nome significa "raffinamento", a dimostrazione del suo ruolo verso Aoi, che ha trasformato in una buona moglie. È doppiata da Akiko Hiramatsu.

### Tina Foster
Tina Foster (ティナ・フォスター?, Tina Fosutā) è una ragazza di origini americane, ma che ha passato la maggior parte della sua vita ad Hakata, un quartiere di Fukuoka, nella prefettura omonima. Compagna di Kaoru all'università Meiritsu, è colei che ha convinto il ragazzo ad unirsi al club di fotografia, di cui è anch'essa membro. Si trasferisce da Kaoru non avendo altro posto dove vivere, dopo aver viaggiato per il mondo per un anno. Ama palpare il seno delle altre ragazze, trasformandolo nel suo modo di salutare. È molto energetica e schietta, e ama moltissimo bere, finendo spesso per ubriacarsi. Ha paura del buio, ma è un'esperta nuotatrice e pattinatrice.
A dispetto del suo comportamento, Tina è uno dei personaggi più profondamente sviluppati, e in qualche modo tragici, della serie. Essendo di origini americane, ma cresciuta in Giappone, è costantemente tormentata dal pensiero di non riuscire ad inserirsi nel suo paese. Quando lasciò il Giappone per studiare in America, spiegò che non riuscì ad inserirsi a causa della sua cultura giapponese, ma neanche nel paese del sol levante riuscì a farlo, a causa del suo aspetto.
È doppiata da Satsuki Yukino.

### Taeko Minazuki
Taeko Minazuki (水無月 妙子?, Minazuki Taeko) è una compagna di università di Kaoru e nuovo membro del club di fotografia. Si trasferisce dagli altri per lavorare come domestica, dopo essere stata licenziata dal suo precedente lavoro. Le principali caratteristiche sono un seno prominente, una grande goffaggine e una passione per il cioccolato, che arriva a mettere persino sul pesce. Taeko ha così la tendenza a rompere diversi oggetti in casa, ma s'impegna al massimo per migliorare. La ragazza spiega che la ragione per cui ha scelto di essere una domestica, è per emulare la madre che la crebbe da sola.
Il suo nome significa "figlia delicata", riflettendo anche la sua personalità goffa. È doppiata da Kaori Mizuhashi.

### Mayu Miyuki
Mayu Miyuki (美幸 繭?, Miyuki Mayu) è una giovane ragazza prodigio, iscritta all'università a soli 16 anni, e figlia dell'importante famiglia Miyuki. È follemente innamorata di Kaoru da quando si dimostrò gentile con lei poco prima del suo dodicesimo compleanno. Mayu, a causa dell'incessante lavoro dei genitori, è spesso costretta a rimanere sola, e si prodiga per rendere Kaoru felice, come imparare a cucinare per lui. Lei e Tina si trovano spesso a discutere, poiché i loro caratteri sono quasi l'opposto. Mayu è seria, Tina è giocosa; mentre quest'ultima nasconde i suoi sentimenti per Kaoru, la prima non esita a sbandierarli. Mayu è giapponese con una cultura occidentale, Tina è americana con una cultura orientale. Anche il loro incontro con Kaoru è opposto: mentre Mayu viene consolata da Kaoru, è Tina a consolare il ragazzo al primo incontro.
Il suo nome significa "bozzolo", un riferimento alla famiglia che possiede un'azienda tessile. Sebbene si atteggi come un'adulta, Mayu parla di sé in terza persona, un modo molto infantile di parlare in Giappone, ed un ulteriore riferimento al suo nome, a dimostrazione che non è ancora maturata. È doppiata da Sayaka Narita.

### Chika Minazuki
Chika Minazuki (水無月 ちか?, Minazuki Chika) è la cugina minore di Taeko, incontrata dagli altri durante una breve vacanza allo stabilimento balneare della nonna delle due. Vivendo in un posto molto assolato, è molto abbronzata, ma a causa del costume intero della divisa scolastica, mostra la sua pelle chiara in bikini. Quando incontra Kaoru e gli altri, intuisce immediatamente i sentimenti di sua cugina, e cerca di spingerla a dichiararsi. In seguito però, sebbene lo tratti come fratello maggiore, sembra anche lei innamorarsi del ragazzo.
Il suo nome significa "vicino". È doppiata da Haruko Momoi.

### Uzume
Uzume (ウズメ?, Uzume) è un furetto. Inizialmente portato a casa da Tina, si affeziona di più alla persona che inizialmente non lo voleva in casa: Miyabi. Il suo arrivo in casa è molto caotico, ma alla fine anche Miyabi si affeziona all'animale.
Il nome Uzume deriva da Ame-no-Uzume, la dea della mitologia giapponese che liberò Amaterasu dalla Ama-no-Iwato. È doppiata da Yuka Inokuchi.

### Personaggi minori
- Suzuki (鈴木?, Suzuki) è un senpai di Kaoru ed è presidente del club di fotografia. Ha una grande passione, oltre che per la fotografia, per i treni. È doppiato da Kazuya Nakai.
- Satō (佐藤?, Satō) è il vice presidente del club di fotografia. Ha la passione per le idol e per il cosplay. È doppiato da Makoto Higo.
- Ruka Saionji (西園寺琉伽?, Saionji Ruka) è il guardiano di Mayu, incaricato dai genitori perché si prenda cura di lei, facendole anche da autista. È doppiato da Kenyū Horiuchi.
- Chizuru Aizawa (相澤 千鶴?, Aizawa Chizuru) è una compagna di scuola di Chika, molto timida e spesso travolta da questioni adulte. È doppiata da Mamiko Noto.
- Natsuki Komiya (小宮 夏樹?, Komiya Natsuki) è un'altra compagna di Chika, che differenza di Chizuru è più spigliata e a volte gelosa della relazione che Chika ha con Kaoru. È doppiata da Kimiko Koyama.

## Manga
Scritto e illustrato da Kou Fumizuki, il manga è stato serializzato dal 27 novembre 1998 al 26 agosto 2005 dalla rivista Young Animal di Hakusensha. Il primo volume è stato pubblicato il 28 maggio 1999 e la serie ne ha un totale di 17.
Il manga fu in seguito pubblicato in diversi altri Paesi, tra cui Italia, Francia, Germania, Spagna, Russia, Cina, Corea, Stati Uniti e Messico.
Sebbene abbia molte somiglianze con le due serie animate, il manga espande argomenti come il fratello minore di Kaoru e il passato di Miyabi.
| Paese         | Pubblicazione       |
| ------------- | ------------------- |
| Giappone      | Hakusensha          |
| Italia        | Panini Comics       |
| Francia       | Pika Édition        |
| Germania      | EMA                 |
| Spagna        | Norma Editorial     |
| Russia        | Sakura Press        |
| Stati Uniti   | Tokyopop            |
| Messico       | Grupo Editorial Vid |
| Cina          | Jonesky             |
| Corea del Sud | Daiwon CI           |

### Volumi
| Nº Ja | Nº It | Data di prima pubblicazione | Data di prima pubblicazione | Data di prima pubblicazione       | Data di prima pubblicazione |
| Nº Ja | Nº It | Giapponese                  | Giapponese                  | Italiano                          | Italiano                    |
| ----- | ----- | --------------------------- | --------------------------- | --------------------------------- | --------------------------- |
| 1     | 1-2   | 28 maggio 1999              | ISBN 4-592-13371-4          | 11 marzo 2005 12 aprile 2005      | —                           |
| 2     | 3-4   | 17 dicembre 1999            | ISBN 4-592-13372-2          | 11 maggio 2005 10 giugno 2005     | —                           |
| 3     | 5-6   | 29 maggio 2000              | ISBN 4-592-13373-0          | 13 luglio 2005 5 agosto 2005      | —                           |
| 4     | 7-8   | 27 ottobre 2000             | ISBN 4-592-13374-9          | 12 settembre 2005 11 ottobre 2005 | —                           |
| 5     | 9     | 29 marzo 2001               | ISBN 4-592-13375-7          | 11 novembre 2005                  | —                           |
| 6     | 10    | 27 luglio 2001              | ISBN 4-592-13376-5          | 11 gennaio 2006                   | ISBN 978-88-8343-570-6      |
| 7     | 11    | 29 novembre 2001            | ISBN 4-592-13377-3          | 8 marzo 2006                      | ISBN 978-88-8343-586-7      |
| 8     | 12    | 29 marzo 2002               | ISBN 4-592-13378-1          | 10 maggio 2006                    | ISBN 978-88-8343-606-2      |
| 9     | 13    | 29 luglio 2002              | ISBN 4-592-13379-X          | 1º agosto 2006                    | ISBN 978-88-8343-645-1      |
| 10    | 14    | 29 novembre 2002            | ISBN 4-592-13440-0          | 1º gennaio 2007                   | ISBN 978-88-8343-714-4      |
| 11    | 15    | 29 maggio 2003              | ISBN 4-592-13441-9          | 13 giugno 2007                    | ISBN 978-88-8343-797-7      |
| 12    | 16    | 28 novembre 2003            | ISBN 4-592-13442-7          | 17 ottobre 2007                   | ISBN 978-88-8343-870-7      |
| 13    | 16    | 29 marzo 2004               | ISBN 4-592-13443-5          | 17 ottobre 2007                   | ISBN 978-88-8343-870-7      |
| 14    | 17    | 29 settembre 2004           | ISBN 4-592-13444-3          | 12 marzo 2008                     | ISBN 978-88-6346-005-6      |
| 15    | 17    | 28 febbraio 2005            | ISBN 4-592-13445-1          | 12 marzo 2008                     | ISBN 978-88-6346-005-6      |
| 16    | 18    | 29 agosto 2005              | ISBN 4-592-13446-X          | 8 settembre 2008                  | ISBN 978-88-6346-143-5      |
| 17    | 18    | 20 dicembre 2005            | ISBN 4-592-13447-8          | 8 settembre 2008                  | ISBN 978-88-6346-143-5      |

## Anime
Un adattamento anime del manga è stato prodotto da J.C.Staff con la regia di Masami Shimoda, trasmesso su Fuji TV, dal 10 aprile 2002 al 25 settembre 2002, per un totale di 24 episodi. La maggior parte delle musiche della serie sono state composte da Toshio Masuda. La sigla d'apertura è Towa no hana (永遠の花? lett. "Fiore terno") di Yōko Ishida mentre quelle di chiusura sono Na mo shirenu hana (名も知れぬ花? lett. "Fiore senza nome") e Akai hana (赤井花? lett. "Fiore rosso") (ep. 15) entrambe di The Indigo, I'll Be Home di Satsuki Yukino (ep. 18) e Towa no hana di Yōko Ishida (ep. 24).
J.C.Staff produsse una seconda serie intitolata Ai yori aoshi ～Enishi～ (藍より青し ～縁～? lett. "Più azzurro dell'indaco ～Destino～"), sempre con la regia di Masami Shimoda e trasmessa da JAITS, dall'ottobre 2003 al 28 dicembre dello stesso anno, per un totale di 12 episodi. La sigla d'apertura è Takaramono (たからもの? lett. "Tesoro") di Yōko Ishida mentre quella di chiusura sono I Do! (ep. 1-8, 10-11) e Presence (ep. 9) entrambe cantate da The Indigo e Towa no hana di Yōko Ishida (ep. 12).
Uno speciale di quindici minuti, conosciuto come Episodio 00, Bellissima neve o Enishi Christmas Special fu prodotto ed inserito nel primo DVD della seconda serie animata.

### Episodi
| Nº                                                     | Titolo italiano (traduzione letterale) Giapponese 「Kanji」 - Rōmaji | In onda           | In onda |
| Nº                                                     | Titolo italiano (traduzione letterale) Giapponese 「Kanji」 - Rōmaji | Giapponese        |         |
| Ai yori aoshi (藍より青し?) (24 episodi)               |                                                                      |                   |         |
| 1                                                      | Destino 「縁」 - Enishi                                              | 10 aprile 2002    |         |
| 2                                                      | Cena 「夕餉」 - Yūge                                                 | 17 aprile 2002    |         |
| 3                                                      | Separazione 「別離」 - Wakare                                        | 24 aprile 2002    |         |
| 4                                                      | Convivenza 「同棲」 - Dōsei                                          | 1º maggio 2002    |         |
| 5                                                      | Amici 「朋友」 - Hōyū                                                | 8 maggio 2002     |         |
| 6                                                      | Lavori di casa 「家道」 - Kadō                                       | 15 maggio 2002    |         |
| 7                                                      | Demoni misteriosi 「幻妖」 - Genyō                                   | 22 maggio 2002    |         |
| 8                                                      | Affetto 「愛玩」 - Aigan                                             | 29 maggio 2002    |         |
| 9                                                      | Una notte 「一夜」 - Hitoyo                                          | 5 giugno 2002     |         |
| 10                                                     | Scuola 「学舎」 - Manabiya                                           | 12 giugno 2002    |         |
| 11                                                     | Bambine 「子女」 - Shijo                                             | 19 giugno 2002    |         |
| 12                                                     | Bacio 「接吻」 - Seppun                                              | 26 giugno 2002    |         |
| 13                                                     | Festival delle stelle 「星祭」 - Hoshimatsuri                        | 3 luglio 2002     |         |
| 14                                                     | Pasti 「賄」 - Makanai                                               | 10 luglio 2002    |         |
| 15                                                     | Sentimenti 「胸懐」 - Kyōkai                                         | 17 luglio 2002    |         |
| 16                                                     | Spiaggia 「渚」 - Nagisa                                             | 24 luglio 2002    |         |
| 17                                                     | Mormorii 「漣」 - Sazanami                                           | 31 luglio 2002    |         |
| 18                                                     | Dormendo insieme 「同衾」 - Dōkin                                    | 7 agosto 2002     |         |
| 19                                                     | Dormire sul grembo 「膝枕」 - Hizamakura                             | 14 agosto 2002    |         |
| 20                                                     | Guarigione 「癒」 - Iyashi                                           | 21 agosto 2002    |         |
| 21                                                     | Profumo familiare 「風気」 - Fūki                                    | 28 agosto 2002    |         |
| 22                                                     | Ritorno a casa 「帰省」 - Kisei                                      | 4 settembre 2002  |         |
| 23                                                     | Determinazione 「決意」 - Ketsui                                     | 11 settembre 2002 |         |
| 24                                                     | Aoi 「葵」 - Aoi                                                     | 25 settembre 2002 |         |
| Ai yori aoshi: Enishi (藍より青し～縁～?) (12 episodi) |                                                                      |                   |         |
| 0                                                      | Bellissima neve 「美雪」 - Miyuki                                    | - non trasmesso - |         |
| 1                                                      | Petali primaverili 「桜春」 - Ōshun                                  | 12 ottobre 2003   |         |
| 2                                                      | Amici 「友垣」 - Tomogaki                                            | 19 ottobre 2003   |         |
| 3                                                      | Tennis 「庭球」 - Teikyū                                             | 26 ottobre 2003   |         |
| 4                                                      | Fantasma 「怪」 - Mononoke                                           | 2 novembre 2003   |         |
| 5                                                      | Piano 「洋琴」 - Yōkin                                               | 9 novembre 2003   |         |
| 6                                                      | Viaggio 「道程」 - Dōtei                                             | 16 novembre 2003  |         |
| 7                                                      | Estate 「避暑」 - Hisho                                              | 23 novembre 2003  |         |
| 8                                                      | Pesci 「水魚」 - Suigyo                                              | 30 novembre 2003  |         |
| 9                                                      | Bianco puro 「白妙」 - Shirotae                                      | 7 dicembre 2003   |         |
| 10                                                     | Calda estate 「湯帷子」 - Yukatabira                                 | 14 dicembre 2003  |         |
| 11                                                     | Luce lunare 「月光」 - Gekkō                                         | 21 dicembre 2003  |         |
| 12                                                     | Ferite 「絆」 - Kizuna                                               | 28 dicembre 2003  |         |

## Videogiochi

Un'immagine della presentazione con i protagonisti nel primo videogioco. Da sinistra: Taeko, Tina, Kaoru, Mayu, Aoi, Miyabi e Chika.

Una visual novel omonima è stata pubblicata dalla KID il 20 marzo 2003 per PlayStation 2, poi ripubblicata il 23 giugno 2005 da Success in una nuova versione con contenuti addizionali, ovvero minigiochi, nuove immagini e modifiche apportate all'interfaccia, mostrando i dialoghi dei personaggi nella parte inferiore dello schermo come nuvolette. Tale gioco è stato poi pubblicato in inglese dalla Hirameki International per Microsoft Windows. Il gioco presenta due diverse storie, Haru Natsu ambientata in primavera e in estate e Aki Fuyu che ha luogo nell'autunno e nell'inverno appena successivi. Al momento dell'uscita, i quattro recensori della rivista Famitsū hanno dato un punteggio di 13/40 alla versione originale del 2003.
Altre due visual novel sono state pubblicate in Giappone da J.C.Staff per Windows 98, ma sono inedite nel resto del mondo.